# Colroy-la-Grande
Colroy-la-Grande is een plaats en voormalige gemeente in het Franse departement Vosges in de regio Grand Est. 

## Geschiedenis
De plaats maakt sinds 22 maart 2015 van het kanton Saint-Dié-des-Vosges-2. Daarvoor viel de gemeente onder het op die dag opgeheven kanton Provenchères-sur-Fave. Op 1 januari 2016 fuseerde Colroy-la-Grande met Provenchères-sur-Fave tot de huidige gemeente Provenchères-et-Colroy. Deze gemeente maakt deel uit van het arrondissement Saint-Dié-des-Vosges. 

## Geografie
De oppervlakte van Colroy-la-Grande bedraagt 11,8 km², de bevolkingsdichtheid is 50,3 inwoners per km².
De onderstaande kaart toont de ligging van Colroy-la-Grande met de belangrijkste infrastructuur en aangrenzende gemeenten.

## Demografie
Onderstaande figuur toont het verloop van het inwonertal (bron: INSEE-tellingen).